# عزیزالله ضرغامی
عزیزالله ضرغامی (زاده ۱۲۶۳ – درگذشته ۱۳۵۷ تهران) فرمانده نظامی و سیاست‌مدار ایرانی در دوران سلطنت پهلوی بود. وی از ۱۳۰۹ تا ۱۳۱۳ رئیس ادارهٔ امنیهٔ کل مملکتی (ژاندارمری کل کشور) بود و در فاصله سالهای ۱۳۱۳ تا ۱۳۲۰ ریاست ارکان حرب کل قشون (ستاد ارتش) را برعهده داشت. ضرغامی از امراء مورد توجه رضاشاه بود. وی در اولین دوره مجلس سنا، به‌عنوان سناتور انتصابی در مجلس حضور داشت.

## زندگی‌نامه
عزیزالله ضرغامی در سال ۱۲۶۳ زاده شد. پدرش حسین پاشاخان ضرغام‌السلطنه شقاقی، از سران ایل شقاقی بود. وی در جوانی وارد مدرسه قزاقخانه شد و درجه افسری گرفت. تا درجه سروانی در قزاقخانه اشتغال داشت. بعد به ژاندارمری منتقل شد و چند سمت از قبیل ریاست ژاندارمری قزوین، زنجان و سلطان آباد با او بود. پس از تشکیل قشون متحدالشکل به آنجا انتقال یافت و با درجه سرهنگی مامور تشکیل مدارس نظام شد. دو سالی در آنجا بود که به ریاست اداره مباشرت قشون منصوب گردید. بعد فرمانده تیپ مکران شد و درجه سرتیپی گرفت. در ۱۳۰۹ به ریاست ژاندارمری کل کشور منصوب شد. چهار سال در آن سمت بود تا اینکه در سال ۱۳۱۳ با درجه سرلشکری به ریاست ارکان حرب کل قشون که بعد ستاد ارتش نام گرفت، منصوب شد و تا پایان سلطنت رضا شاه در آن سمت قرار داشت. مدتی رئیس دانشکده افسری شد. دیگر کار نظامی به او ارجاع نگردید تا اینکه در سال ۱۳۲۸ در اولین دوره مجلس سنا، سناتور انتصابی گردید و یک دوره در سنا بود. وفات او در ۱۳۵۷ در تهران اتفاق افتاد و در امامزاده عبدالله مدفون شد.